# انتخابات الرئاسة الإيرانية 2013
الانتخابات الرئاسية الإيرانية لعام 2013 هي موعد سياسي إيراني هدفه انتخاب رئيس الجمهورية الإسلامية الإيرانية لمدة اربع سنوات، و قد فاز في هذه الانتخابات المرشح المعتدل حسن روحاني بعد حصوله على نسبة 50.86 بالمائة، من الأصوات، خلفا للرئيس محمود احمدي نجاد، المنتهية ولايته الثانية. جرت الانتخابات والحملة الانتخابية المرافقة لها، في سياق سياسي يطغى عليه الملف النووي الإيراني، زيادة على الظرفية الاقتصادية الصعبة، الناتجة عن العقوبات الدولية، والمتميزة بنسبة تضخم تجاوزت 30 بالمائة وتدهور قيمة العملة الوطنية وارتفاع البطالة.

أجريت الانتخابات الرئاسية بتزامن مع الانتخابات البلدية المحلية، حيث اختار الناخبون الإيرانيون في نفس الآن رئيس الجمهورية و 000 126 منتخبا في المجالس البلدية. و نظرا لتجاوز نسبة المرشح الأول للرئاسيات الأغلبية المطلقة (50 بالمائة زائد 1)، اقتصرت الانتخابات على دور فريد، دون المرور إلى دور ثان، حسب ما ينص عليه النظام الانتخابي الإيراني.

امتد تسجيل المرشحين بين 7 إلى 11 مايو 2013 بمقر وزارة الداخلية، وسجل 686 مرشحًا. بعد مراجعة مجلس صيانة الدستور لملفات المرشحين، تم، في 21 مايو الإعلان على اللائحة النهائية المكونة من ثمانية مرشحين. ولم يتقدم الرئيس المنتهية ولايته للرئاسيات بحكم تحديد الدستور الإيراني لولايتين رئاسيتين كحد أقصى للعهدة الرئاسية.
في اليوم التالي للانتخابات، أُعلن فوز حسن روحاني الذي نال حوالي أصوات 18.6 مليون منتخب متقدمًا على ثانيه محمد باقر قاليباف الذي حصل على 6.70 مليون منتخب. وأعلن وزير الداخلية أن نسبة المشاركة بلغت 72 بالمائة.

## مرشحون نهائيون
| التوجه السياسي | المرشح            | أهم المميزات | ملف |
| -------------- | ----------------- | --- | --- |
| محافظ          | سعيد جليلي        | كبير المفاوضين الإيرانيين في إطار البرنامج النووي الإيراني، في 2007، هو أمين المجلس الأعلى للأمن القومي في إيران. خاض الحرب العراقية الإيرانية في الثمانينات، حيث فقد ساقه اليمنى.                                                               |     |
| محافظ          | محمد باقر قاليباف | عمدة مدینة طهران، يوصف بالمحافظ البراغماتي. احتل المرتبة الرابعة خلال رئاسيات 2005. كان قائدًا للقوات الجوية في الجيش الثوري الإيراني ورئيسًا للشرطة الوطنية.                                                                                      |     |
| محافظ          | علي أكبر ولايتي   | شغل منصب وزير خارجية إيران بين 1981 و1997 (16 عاما) و منصب وزير الصحة بين 1980 و 1981. و هو مستشار المرشد الأعلى للشؤون الدولية حاليا. |     |
| محافظ          | محسن رضائي        | كاتب مجمع تشخيص مصلحة النظام، وهو دكتور في الاقتصاد من جامعة طهران. خاض انتخابات 2009 و حصل فيها على 1.7 بالمائة من الأصوات. اتهم من طرف الأرجنتين بالضلوع في هجوم على أحد المراكز اليهودية في بوينوس آيريس.                                     |     |
| معتدل          | حسن روحاني        | كان من كبار المفاوضين في المحادثات النووية مع التحاد الأوروبي. يرأس مركز الأبحاث الاستراتيجية في مجمع تشخيص مصلحة النظام. يجيد التحدث بالإنجليزية و الألمانية و الفرنسية و الروسية و العربية، وهو حاصل على الدكتوراه في القانون من جامعة غلاسغو. |     |
| مستقل - معتدل  | سید محمد غرضی     | من أقل المرشحين حظًا، حيث كان بعيدا عن المشهد السياسي الإيراني، منذ 1997. شغل منصب وزير النفط والمواصلات سابقًا في حكومة رئيس الوزراء مير حسين موسوي والرئيس هاشمي رفسنجاني.                                                                       |     |

### منسحبون
- غلام علي حداد عادل، هو مرشح محافظ عضو في مجلس الشورى الإيراني ورئيسه السابق، بين 2004 و 2008.[7] انسحب من الرئاسيات في 10 یونیو 2013.[8]
- محمد رضا عارف، هو مرشح إصلاحي، كان نائبًا الرئيس في حكومة الرئيس الإصلاحي محمد خاتمي، درس الهندسة الكهربائية في جامعة ستانفورد.[7] قرر الانسحاب ومساندة ترشيح الإصلاحي حسن روحانی، وذلك بطلب من الرئيس السابق محمد خاتمي، في 11 يونيو 2013.[9]

## نتائج
بلغت نسبة المشاركة 72.7 بالمائة، حسب وزارة الداخلية الإيرانية. و في ما يلي جدول النتائج النهائية
النتائج النهائي من مجموع کل 36704156 صوتا:
| المرشح            | عدد الأصوات    | نسبة مئوية |
| ----------------- | -------------- | ---------- |
| حسن روحاني        | 18.613.329 صوت | 50.71      |
| محمد باقر قاليباف | 6.077.292 صوت  | 16.55      |
| سعيد جليلي        | 4.168.946 صوت  | 11.35      |
| محسن رضائي        | 3.884.412 صوت  | 10.58      |
| علي أكبر ولايتي   | 2.268.753 صوت  | 6.18       |
| سید محمد غرضی     | 446.015 صوت    | 1.21       |
| أصوات صحيحة       | 35.458.747 صوت | 96.61      |
| أصوات ملغاة       | 1.245.409 صوت  | 3.39       |
| مجموع الأصوات     | 36.704.156 صوت | 100        |

نتائج في المحافظات: بنفسجي (روحانی)، أصفر (قاليباف)، أحمر (جليلي)، سیان (رضائي)

المصادقة على النتائج النهائية من اختصاص المرشد الأعلى للثورة الإيرانية، و هي مقررة في 3 أغسطس 2013.

## استطلاعات الرأي
- استطلاع الرأي الیومي للانتخابات الرئاسية الإيرانية حتی 7 یونیو 2013:

1. روحاني ٪38.0
2. قالیباف ٪24.6
3. رضايي ٪13.6
4. جليلي ٪12.4
5. ولايتي ٪9.6
6. غرضي ٪1.2

## متقدمون للترشيح
أهم المتقدمين بطلبات الترشيح
محافظون:
- سيد محمد حسن ابوترابي فرد، نائب الأول للرئيس مجلس الشورى الإيراني
- روح الله أحمد زاده کرماني
- کامران باقري لنکراني، وزیر الصحة السابق الایرانی
- سعيد جليلي، أمين المجلس الأعلى للأمن القومي في إيران
- صادق خلیلیان، وزیر الفلاحة الایرانی
- محسن رضائي، نائب رئیس في مجمع تشخيص مصلحة النظام
- عليرضا زاکاني
- علي فلاحيان، وزیر الاستخبارات الاسبق
- محمد حسن قدیری ابیانه
- منوتشهر متکي، وزیر الخارجیه الاسبق الایرانیه
- سید ابوالحسن نواب، عضو في مجلس الشورى الإيراني
- غلام علي حداد عادل، عضو في مجلس الشورى الإيراني ورئیسه السابق.
- محمد باقر قاليباف، عمدة مدینة طهران وکان من المرشحين السابقين للرئاسة.
- علي أكبر ولايتي، وزير الخارجية الأسبق ومستشار للمرشد الأعلى.
- علی أکبر جوان فکر
- إسفنديار رحيم مشائي، سياسي إيراني مستشار الرئیس أحمدی نجاد و من اقربائه
- محمد رضا رحیمی، نائب أول للرئيس أحمد نجاد

إصلاحيون:
- ابراهیم اصغر زاده
- جواد اطاعت
- اکبر اعلمی، عضو الاسبق في مجلس الشورى الإيراني
- مسعود بزشکیان، عضو في مجلس الشورى الإيراني و وزیر الاسبق للصحة
- محمد شریعت مداری، وزیر الاسبق للتجارة
- قاسم شعله سعدی، عضو الاسبق في مجلس الشورى الإيراني
- محمد رضا عارف، نائب أول للرئيس السابق محمد خاتمي
- سید محمد غرضی، وزیر الاسبق للارتباطات
- حسين كمالي، وزیر العمل الاسبق
- مصطفی كواکبیان، عضو مجلس الشورى الإيراني
- اکبر هاشمی رفسنجانی، رئیس مجمع تشخيص مصلحة النظام.

مستقلون:
- داوود احمدی نجاد، الأخ الاکبر للرئیس محمود أحمدی نجاد
- سيد محمد باقر خرازي
- حسن روحاني، عضو في مجمع تشخيص مصلحة النظام
- حسن سبحاني، عضو سابق في مجلس الشورى الإيراني و أستاذ جامعی فی علم الاقتصاد
- محمد سعيدي كيا، وزیر الاسبق
- علی رضا علی احمدی، وزیر الاسبق للتعلیم و التعلم
- برویز کاظمی
- طهماسب مظاهری، وزیر الاسبق
- رامین مهمان برست
- صادق واعظ زاده

## معرض صور

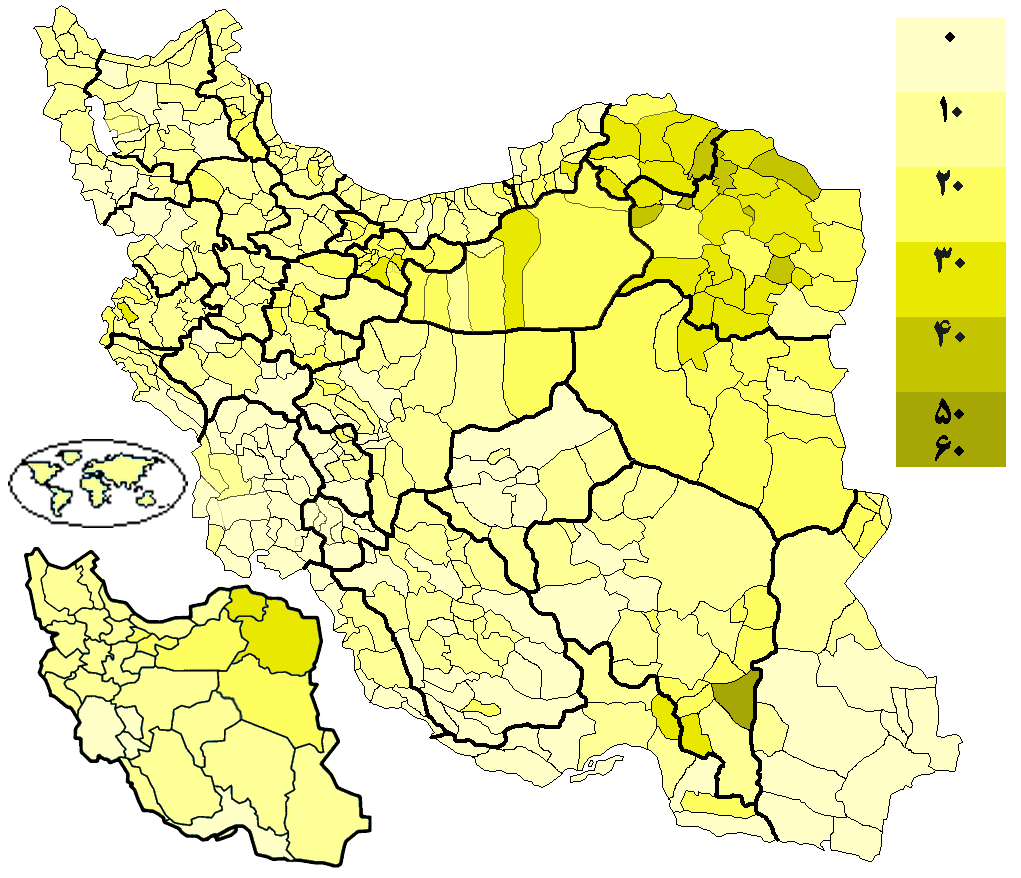
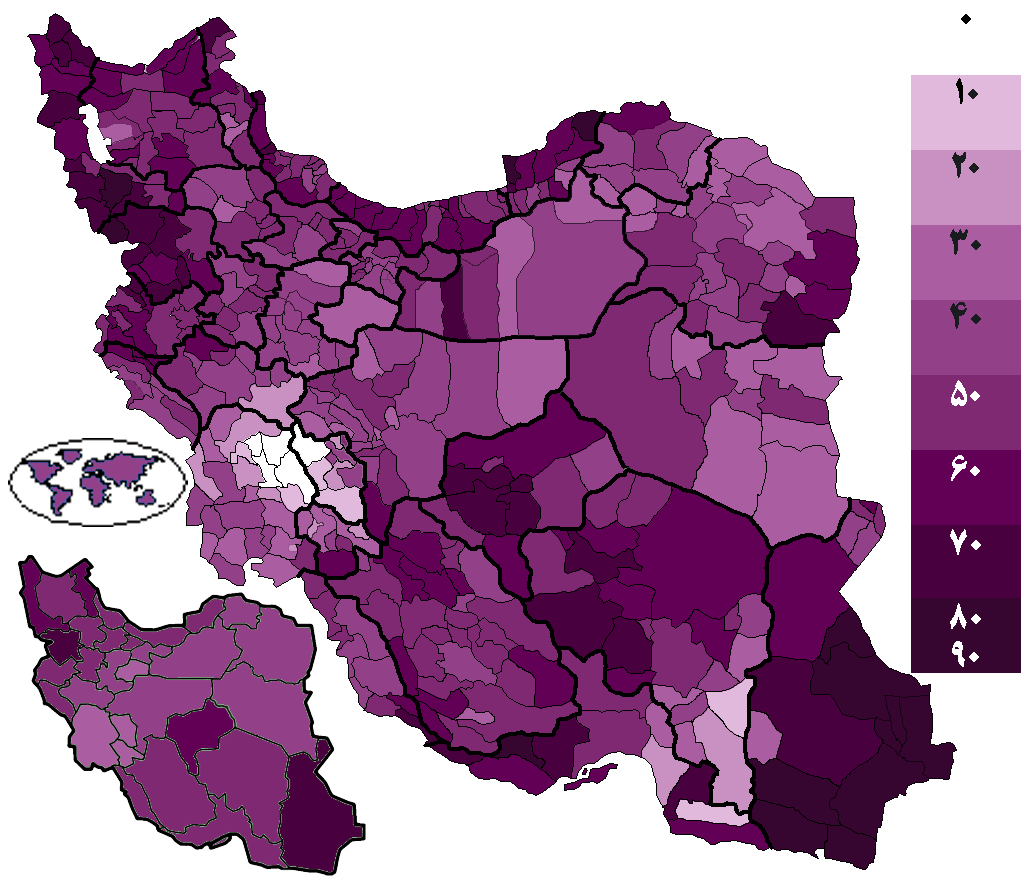
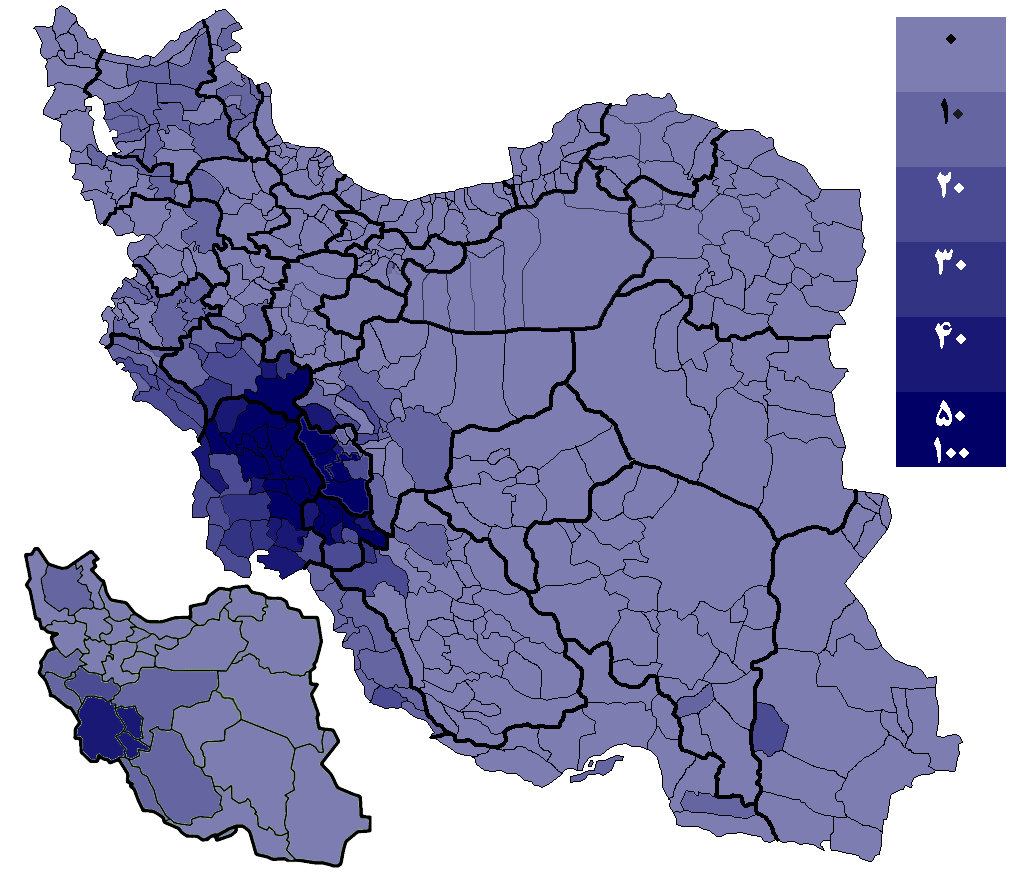
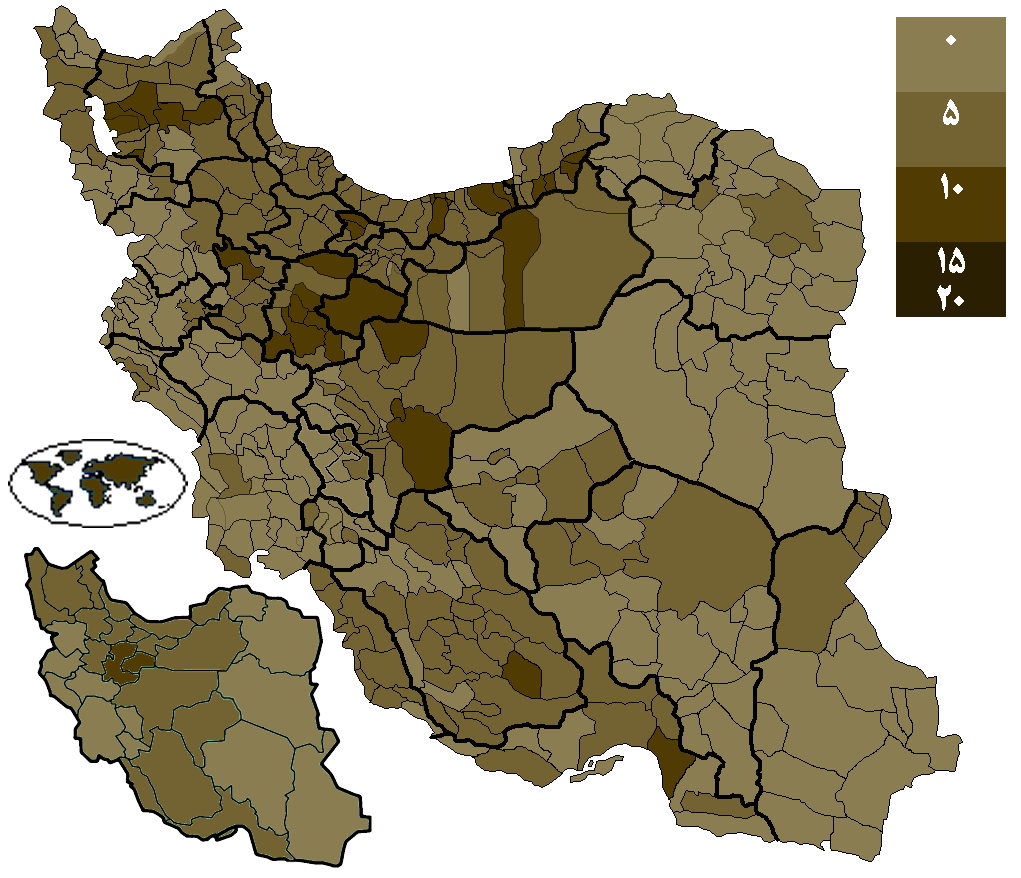
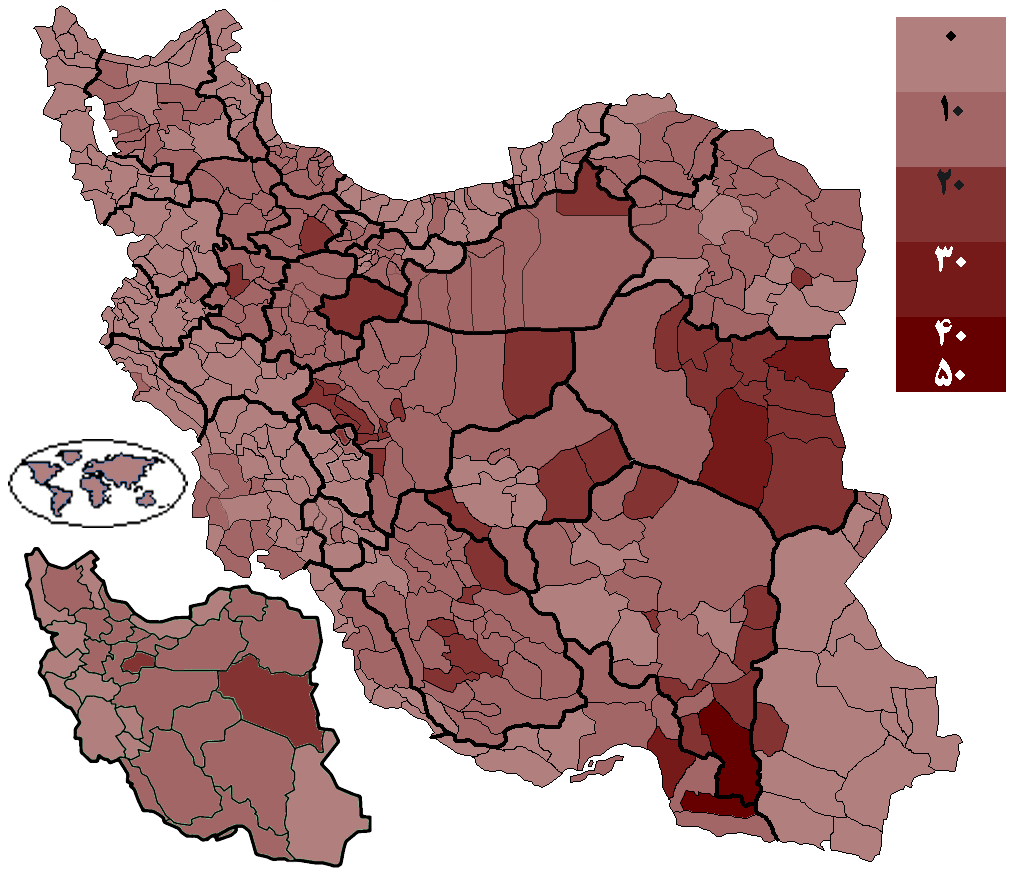